# Ікона Розп'ятого Спасителя Зарваницька
Іко́на Розп'я́того Спа́са Ісу́са Христа́ в Зарвани́ці (пол. Obraz Pana Jezusa Ukrzyżowanego w cerkwi parochialnej w Zarwanicy) — центральна ікона  в Зарваницькому храмі, одна з найшанованіших Унійною (греко-католицькою) церквою у XVIII столітті. Була популярна на теренах Галичини, Поділля, Угорської Русі, Молдови, Валахії, а також за їхніми межами.
У 1728 році мешканець Зарваниці Стефан Долган, їдучи з Дарахова додому, знайшов у полі «чорну шуфляду», усередині якої був намальований на шовку образ Розп'яття Ісуса Христа. В 1742 році ікона була коронована та визнана чудотворною київським унійним митрополитом та львівським архієпископом Атанасієм Шептицьким. Присутність цієї ікони та її популярність сприяла заснуванню окремого Зарваницького деканату в 1756 році, а також перенесенню єпископського суду з Бережан до Зарваниці. Щороку протягом XVIII століття близько 50 000 прочан здійснювали паломництво до цього чудотворного образу.
З 1754 до 1944 року зберігалася в церкві Пресвятої Трійці в селі Зарваниця Тернопільського району Тернопільскої області. Під кінець Другої світової війни була вивезена до Львова та передана митрополиту Андрею Шептицькому, де після його кончини безслідно зникла.

## Опис

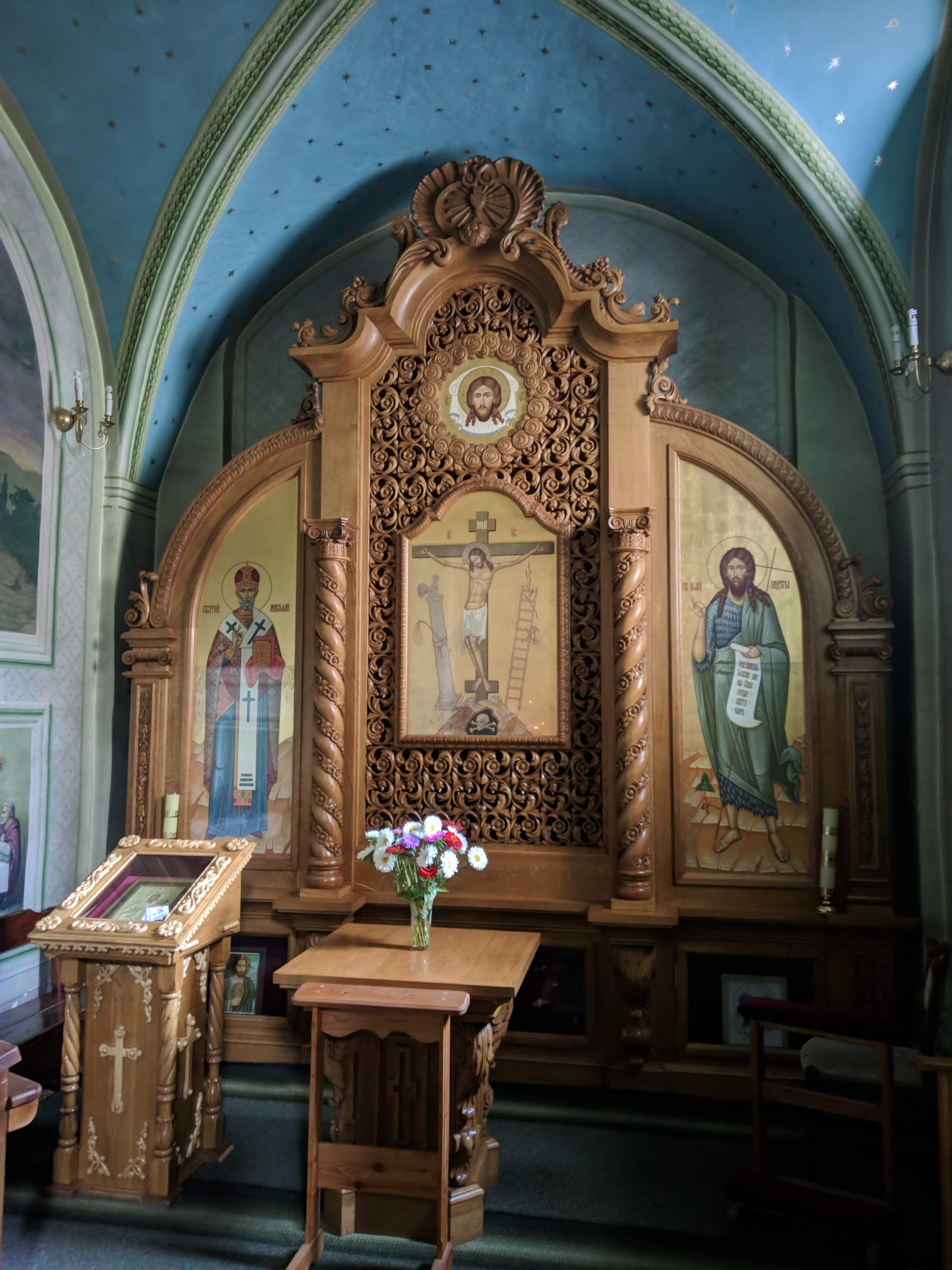
Південна каплиця в церкві Пресвятої Трійці (Зарваниця) де початково розміщувалася ікона Розп'яття.

Згідно з візитацією 1759 року в південній каплиці церкви Пресвятої Трійці, що у Зарваниці, стояв невеликий вівтар із чудотворним образом Розп'ятого Ісуса Христа. На ньому була тернова корона з діамантами, золоті та срібні ланцюжки, золоті монети. Біля нього — шість великих дзеркал сріблом оправлених гданської роботи, багато срібних вотів. Північна каплиця мала також невеликий вівтар, з «відомою своїми ласками» іконою Богородиці, її прикраси були значно скромнішими, тут переважали корали та перли. Розмір ікони з прив'язкою до старовинних мір довжини становив: дві чверті в ширину та три з половиною чверті у висоту. Сам образ був намальований на полотні.
Значення елементів на іконі, що символізують знаряддя мук і Страстей Господніх (лат. arma Christi) досить легко пояснити: деякі з них прямо позначені в тексті Євангелія, інші доповнені на підставі апокрифічних переказів. Так, молоток і цвяхи — знаряддя розп'яття; кліщі та драбина — знаряддя зняття тіла Ісуса Христа з хреста; колона, бич і пучок різок — знаряддя наруги і бичування Ісуса; терновий вінець, табличка з написом INRI — для додаткового приниження спасителя; оливкова вітка — у ранніх християн була символом мучеництва.
Зображені знаряддя Страстей Христових мають глибокий духовний зміст: вони не лише зображають страждання, яких зазнав Христос задля спасіння людства, але й спонукають вірян до покаяння за гріхи, що зробили цю жертву необхідною. За словами польського мистецтвознавця і священника о. Богуслава Рущниці (пол. Bogusław Ruśnica), arma Christi також символізують концентрацію людської жорстокості, що протиставилася добру, принесеному Христом. Його муки були не лише фізичними — бичування, терновий вінець, розп’яття на хресті — а й духовними: зрада Юди, зречення апостола Петра, страх і самотність.
За висловом реставратора Валерія Твердохліба ікона має символічне значення. Так, півень символізує момент покаяння апостола Петра: «Перш ніж заспіває півень двічі, відречешся ти тричі від мене (Мр. 14:30)». «Нині ми теж — на перехресті великих розривів і воєн. Можливо, для нас це теж певний знак для покаяння», — припускає Валерій.

## Історія
Таємницю походження Чудотворної ікони Розп'яття Христового в Зарваниці детально розкрили адміністратор Собору Зарваницької Матері Божої — о. Дмитро Квич та дослідник унійної церкви XVIII століття — історик Богдан Лазорак. Так, згідно з новими джерельними свідченнями встановлено, що історія Зарваницького духовного центру розпочалася у 1728 році. На сьогодні здійснено спробу реконструкції парафіяльного середовища Зарваниці, яке вповні можна позиціонувати «хранителями Чудотворних ікон XVIII та XIX ст.». Щоправда, станом на 2022 рік неопублікованими залишаються сотні джерел та архівних даних з історії розвитку паломницької столиці УГКЦ.

### Ранні згадки та поява ікони
Згідно з інквізиційним розслідуванням, щодо фактів чудотворної сили ікони Розп'яття Ісуса Христа на парафії Зарваниця в 1742 році, приїхавши до Зарваниці, комісари й делегати передусім мали з'ясувати, хто, коли та за яких обставин виявив ікону Розп'яття Ісуса Христа, і як уперше було встановлено факт її чудотворної сили (див. Коронація). Перший протокол стосувався опису події щодо знайдення чудотворної ікони. Свідчити прийшов дідич Зарваниці 76-літній Стефан Долган, який належав до унійної конфесії. Історія, яку розповів цей мешканець, найточніше розкриває час появи Зарваницької чудотворної ікони.
|  | У 1728 р., два тижні перед Великоднем (за Юліанським календарем), мешканець Зарваниці 62-х річний Стефан Долган (пол. Stafan Dolhan), їдучи з Дарахова, віз пшеницю для насіння, отриману від своїх родичів. Їхав додому манівцями, а далі прямував через зарваницьке поле, серед котрого побачив хустину, яка висіла з якоїсь «шухляди», що стояла на траві. Злізши з воза, Стефан підійшов до знахідки і побачив, що «шухляда» була чорного кольору і мала залізні окуття та зав'язки, а посередині залізну защіпку. Підійшов ближче до знахідки і наважився відкрити защіпку, відчинив дверцята за якими знаходилася шовкова заслінка білого кольору. Частина цієї заслінки містилася поміж дверцят і гойдалася за вітром. Відслонивши її, Стефан Долган побачив образ (ікону) «Ісуса Розп'ятого», мальований на полотні, який був приклеєний до нижньої дошки цієї шухляди. Також чоловік зауважив, що ікона колись була повністю укладена в дерев'яні рами, котрі мали сліди позолоти, щоправда, з тих рам залишилася невелика частина. Стефан Долган поклав ікону на свого воза і повіз до власного дому. У хаті чоловік поставив образ на лаву, яка стояла під вікном. Поступово люди масово почали збігатися до його дому. Приїхав навіть губернатор Зарваниці пан Бартішевський, який прагнув забрати ікону до власної резиденції, пропонуючи за це або 1 битий таляр або ж насіння для жита. Натомість Стефан Долган відповів панові, що «…Бога ся не продає, і [я] волію віднести Його до церкви». Після перенесення образу до церкви, мешканці Зарваниці стали свідками того, як з нього стали спливати прозорі краплі. Водночас при образі почали відбуватись чудесні оздоровлення хворих. |

Досі в літературі побутувала хибна думка, яка будувалася виключно на усних переказах, що ікону Розп'яття виявив багатий господар Стефан в 1740-му році. Перший такий переказ уклав священник А. Копертинський у творі «Памятка зъ Зарваницѣ».
|  | Було то в року 1740. Зарваницькій господар, чоловік богатий і дуже побожний, Стефан Рисан, виїхав чотирма волами наніч по сіно на свою сіножать. Утруджений цілоденнов тяжков працев здрімався, їдучи на возі, — а пробудився, увидів, що єго воли клячать, а перед ними освітлений ясностію великою у воздусі знаходиться образ «Розпятого на кресті Спасителя». Укляк і он, помолився щиро, вернув додому, дав знати священикам. А тії процесією принесли образ до села і помістили єго в давной церкві. |

Згідно з описом храму, в який була перенесена ікона на початку 30-х років XVIII століття, ним слугувала будівля, що більше нагадувала просту селянську хату. Візитатор у 1732 році занотував: «Церква під титулом Покрова Богородиці вибудувана під кельму, обліплена глиною, покрита соломою; двері з замком. Намісні образи на дошках, убогої форми… Дзвонів 3… Дзвінця на 4-х стовпах, без покриття, паркан навколо кладовища розібраний, лише стовпи стоять.». В цей час це була єдина церква містечка Зарваниця. Пресвітером храму був о. Теодор Білинський, який служив згідно презенти Атанасія Шептицького та був направлений на парафію ще в 1711 році.

### Формування та розвиток паломницького центру в XVIII столітті
1738 року образ перенесли в збудовану дерев'яну церкву на честь св. Івана Хрестителя, яка розташовувалася в центрі Зарваниці.

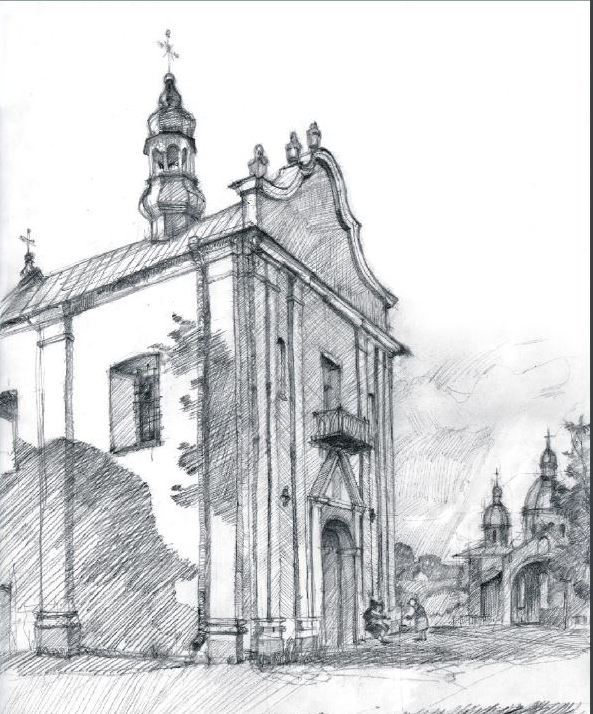
Церква Пресвятої Трійці (Зарваниця). Місце перебування ікони Розп'яття до 1944 року

Дідич Зарваниці, чернігівський воєвода Пйотр Міхал Мйончинський, зазнав від образу Спасителя чудотворної ласки. Тому він, етнічний поляк, став найбільшим меценатом зарваницького храму. Саме за його сприяння було офіційне оголошення чудотворності образу в 1742 році (див. Коронація). Його коштом було збудовано й облаштовано всередині відповідний для чудотворного образу Святотроїцький храм. Це був один із високоякісних зразків галицького зодчества в стилі бароко. Його будували із каміння, взятого зі зруйнованого кримськими татарами замку в Полісюках за 2 кілометри від Зарваниці.
У 1754 році дерев'яна церква згоріла. На місці, де вона була, отець Петро Білинський у 1901 році поставив кам'яний хрест. Ікона чудесним образом збереглася і була перенесена в новозбудований мурований храм, де була встановлена в головному престолі.

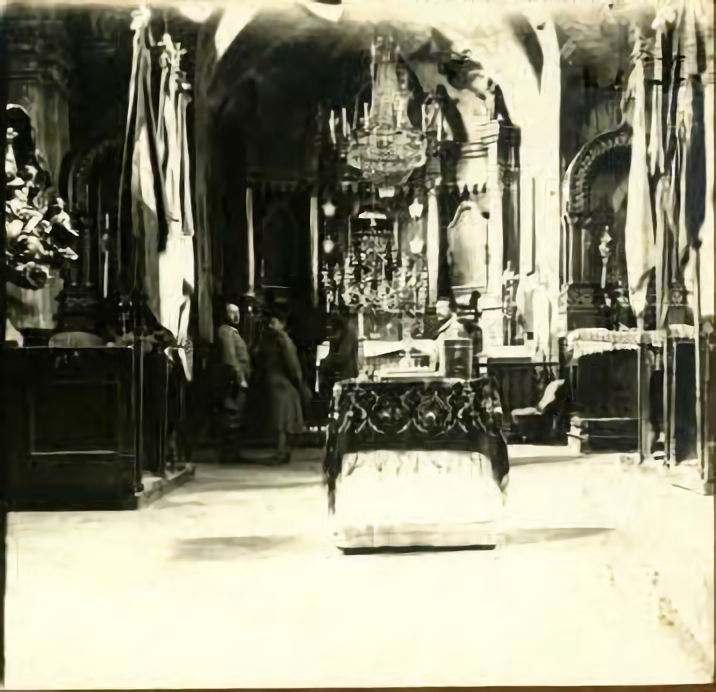
Центральний вівтар церкви Пресвятої Трійці (Зарваниця) де розміщувалася ікона Розп'яття. 1915 рік

У XVIII столітті до Зарваниці щороку прибувало в середньому близько 50 000 осіб різних національностей та конфесій. Так третину з них тоді складали поляки римо-католики; приходили вірмени. Великий наплив прочан до ікони сприяв запровадженню з 1756 року щоденного богослужіння. Це спонукало до збільшення кількості священників, які допомагали настоятелеві храму. Значущість ікони та Зарваниці поступово зростала, того ж року тут було створено окремий однойменний деканат.
У другій половині XVIII століття в межах Львівської єпархії Зарваницька парафія Пресвятої Трійці поступово починає виконувати серйозну роль не тільки у здійсненні гріховних відпустів під час паломництва «за отриманням прощення», але й в плані організації духовного єпископського суду, який все частіше збиратиметься не в Бережанах, а безпосередньо в зарваницькому храмі із Чудотворною іконою Розп'яття Христового, де довгий час мав парафію бережанський офіціал та зарваницький декан о. Андрій Липницький. Присутність цієї ікони та її популярність серед вірян Львівської єпархії у XVIII столітті явно сприяла підвищенню авторитету духовного суду, про що свідчать безпосередньо акти протоколів його засідань.
За висловом Галицького єпископа Лева Шептицького наприкінці XVIII століття Зарваниця була дуже популярною серед населення Поділля, всієї України й навіть Валахії. Про впливовий ареал Санктуаріуму свідчать воти при чудотворному образі, які засвідчують конкретні випадки оздоровлення. За списками 1772–1778 років дорогоцінні воти надали до церкви фундатор храму М. П. Мйончинський, перемишльський єпископ Шумлянський, графи Потоцькі, українські та польські шляхтичі, міщани, селяни з галицького Поділля, Покуття, Волині, Молдови; галицькі та молдовські вірмени. Зокрема, 15 червня 1773 року під чудотворною іконою в знак подяки «від дружини Бережан по моровій заразі Ісусові присвячена», розмістили корону зі щирого срібла з викарбуваним на ній написом:
|  | Роспятый Христе Царю за вся ны; Не посѣщай, просим Тя, моромъ Бережаны; Посѣщай ны во щедротахъ усердно молимъ Тя. Да здрави — многолѣтно и въ небѣ хвалити Тя. (1772–73 рр.). |

Відомою ікона була і на Закарпатті та серед українського населення, яке у XVIII столітті переселилося до Сербії. Звідти походять рукописні збірки богословських пісень, у яких на свято Воздвиження Чесного Хреста співали пісні на честь зарваницького чудотворного образу Розп'яття.
Про чудотворну ікону Розп'яття існує давня пісня церковнослов'янською мовою, опублікована у Почаївському «Богогласнику» в 1790 році під назвою «Піснь Господу Ісусу Христу Роспятому Чудотворному в граді Зарваници». У 2019 році стараннями о. Романа Демуша та церковного хору Архікатедрального собору в Тернополі пісня була оброблена та відновлена.
З розвитком Богородичного культу в Зарваниці чудотворний образ Ісуса Христа в храмі був переміщений за головний вівтар (принаймні, до 1864 року), в місце формально важливіше, але фактично недоступне для тисяч прочан.

### Період першої світової війни
У липні 1915 року лінія фронту дійшла до Зарваниці, церкву відвідав російський офіцер, в цивільному житті завідувач археологічного відділу полтавського музею Вадим Щербаківський. Цей шанувальник історичних пам'яток, як згадує о. Онуфрій Гайовський: «наробив крику, що ще до сего часу того всего не поховали». Тоді потайки була викопана в одній захристії яма, у якій і сховали чудотворні образи та дорогоцінності.
У зв'язку з новим наближенням лінії фронту 16 жовтня 1915 року в наказовому порядку село було евакуйоване протягом 2-х годин. Священники змогли забрати тоді лише чудотворні ікони; згодом перевезли дорогоцінності та церковні документи. Усе це на час війни замурували в стіні церкви в Підгайцях.

### Період другої світової війни. Останні згадки про ікону
З розвалом німецького фронту та другим наближенням більшовиків до Зарваниці, тодішній парох о. Василь Головінський вирішив заховати чудотворні ікони й інші церковні дорогоцінності в приготовані на те ями під престолом святого Миколая. На місце Розп'яття за головним престолом поставлено тоді засувну ікону Пресвятої Діви, а на місце чудотворної ікони Богоматері поставлено копію авторства Петра Холодного. Після цього о. Василь Головінський, рятуючи свою родину, за дозволом митрополита Андрея (Шептицького), виїхав із Зарваниці. З великими труднощами дістався він тоді до Лавочного і там одержав від владики Никити Будки листа, в якому подано такі вістки про дальшу долю чудотворних Зарваницьких ікон:
|  | Чудотворні ікони відкопано. Отець Коровець із Білокерниці допоміг сестрі Меланії. Автом німецького капеляна (протестанта) він послужив їй. Дістав від німців дозвіл піти до церкви і взяти те, що потрібне. Образ Розп'яття та ікону Богоматері взяв о. Коровець на плечі й, зігнений, утікав лісом до авта. При цьому роздряпав лице [іконі]. Сестра Меланія несла решту того, що могла взяти. З Білокерниці Отець своїми кіньми відвіз усе із сестрою Меланією аж до Старого Міста біля Підгаєць, до отця Никона-студита. Був там і отець Павло-студит, з братами, і вони з сестрою Меланією взяли образи й залізницею привезли їх до Львова. Комісія знатоків рішить, як шовкове Розп'яття скріпити, щоб не розсипалось. Лице поправить і я вирішив, що буде тайною, де ікони сховані. Далі в цьому листі мова про те, що ікони остаточно доставлено до Львова дня 17 червня 1944 року до митрополита Кир Андрея Шептицького. |

Після смерті митрополита Андрея Шептицького, 1 листопада 1944 року, його особисті речі забрали монахи, які за ним доглядали і переховували всі предмети у роки підпілля УГКЦ. Можливо, брат митрополита Андрея, блаженний Климентій, попросив їх про це. Адже отець Климентій розумів, що прихід радянської влади у 1944 році приніс лише лихоліття і нещастя, як і перша радянська окупація в Галичині у 1939—1941 роках. Боротьба з релігією в музеях вилилася у нищення церковного мистецтва, із колекцій вилучалися твори на релігійну тематику. Велику частину колекції спалила радянська влада після смерті митрополита.
Із ув'язненням Никити Будки та смертю митрополита Андрея інформація про місце перебування зарваницьких ікон втратилася. Тому о. Зеновій Монастирський вирішив зайнятися пошуком святинь. У 1948 році через знайомих священників і монахинь у Львові вдалося знайти місце зберігання чудотворної ікони Матері Божої, а ікону Розп'яття не знайдено і досі.
|                            | Ікону Матері Божої врятували побожні парафіяни Юлія Монастирська, Павло Деркач та о. Зеновій Монастирський. Сестра Меланія, ЧСВВ, в часах переслідування пропала безвісти, пропала й ікона Ісуса Христа. Жахливі переслідування навіть найменшого прояву релігійного чи монашого життя ніхто не зуміє повністю описати… Більш як сорок літ велику таємницю про місце переховання [ікони Богородиці] старанно зберігали троє людей. |
| — о. мітрат Роман Ганкевич | |

На даний час ікона вважається втраченою, хоча деякі дослідники не покидають можливості її віднайти.

## Коронація

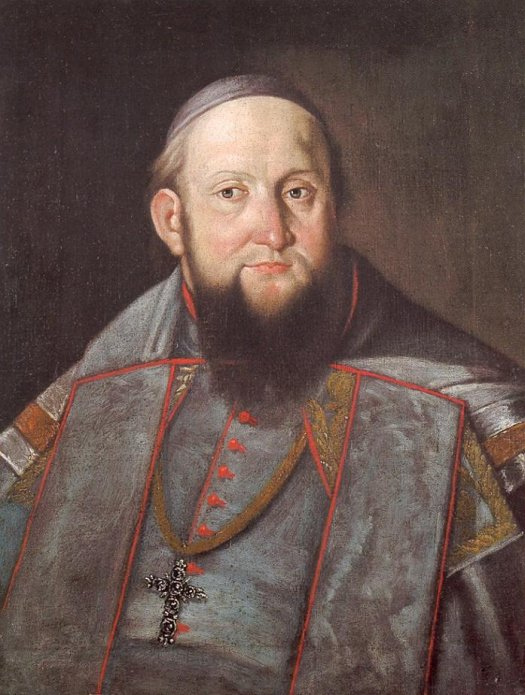
Національний музей у Львові. Портрет Атанасія Шептицького

11 серпня 1742 року київський унійний митрополит та львівський архієпископ Атанасій Шептицький «…в ім'я Пресвятої Тройці» ствердив спеціальну інструкцію та створив комісію для проведення інквізиційного розслідування щодо фактів чудотворної сили ікони Розп'яття Ісуса Христа на парафії Зарваниця. В інструкції вказувалося, що в разі підтвердження чудес і благодаті, які надходять від ікони Розп'яття владика прагне неодмінно підвищити її статус.
Упродовж 11 — 13 серпня та 29 вересня 1742 року у складі комісії перебувало троє духовних осіб: голова комісії — аудитор митрополичої консисторії, василіанин, о. Інокентій Липницький, делегат комісії і комісар — скарбник Львівської єпархії о. Антоній Підгірський та київський офіціал митрополичої резиденції в Радомишлі о. Михайло Примович. Останній брав активну участь у виявлені нових святинь в межах усієї Київської унійної митрополії, а тому владика закономірно включив його в комісію, як людину із досвідом у подібних інквізиціях.

Усі збережені інквізиційні протоколи 1742 року стосувалися фактів про чудотворну силу ікони Розп'яття Христового, які люди спостерігали впродовж 1728, 1738–1742 рр. В підсумку зі слів віруючих було занотовано більше 40-ка випадків з ніби-то чудесними оздоровленнями хворих.
Врешті, реформаційний декрет інквізиційної комісії 1742 року був надісланий до Риму, після чого Папа Римський дозволив львівсько-галицько-кам'янецькому владиці здійснити чин коронації Зарваницької ікони. Після отриманої інформації владика Атанасій Шептицький того ж 1742 року особисто приїхав до Зарваниці, де оголосив ікону Розп'яття Чудотворною, а місцевий храм Пресвятої Трійці святим місцем для паломництва та уклав молитву до ікони Розп'яття Христового, яку часто помилково приписують іконі Богородиці. Після завершення спеціального процесу, в знак церковного підтвердження, образ було короновано срібною короною(ризами) та вміщено в головному престолі. 
Для надання храмовому святу у Святотроїцькій церкві особливої урочистості, тут проводилися гарматні стрільби та запрошувалися музики. Для цього служили «потужна залізна гармата на лафеті і 4 маленьких бронзових, 2 котли для барабанення, 2 труби».

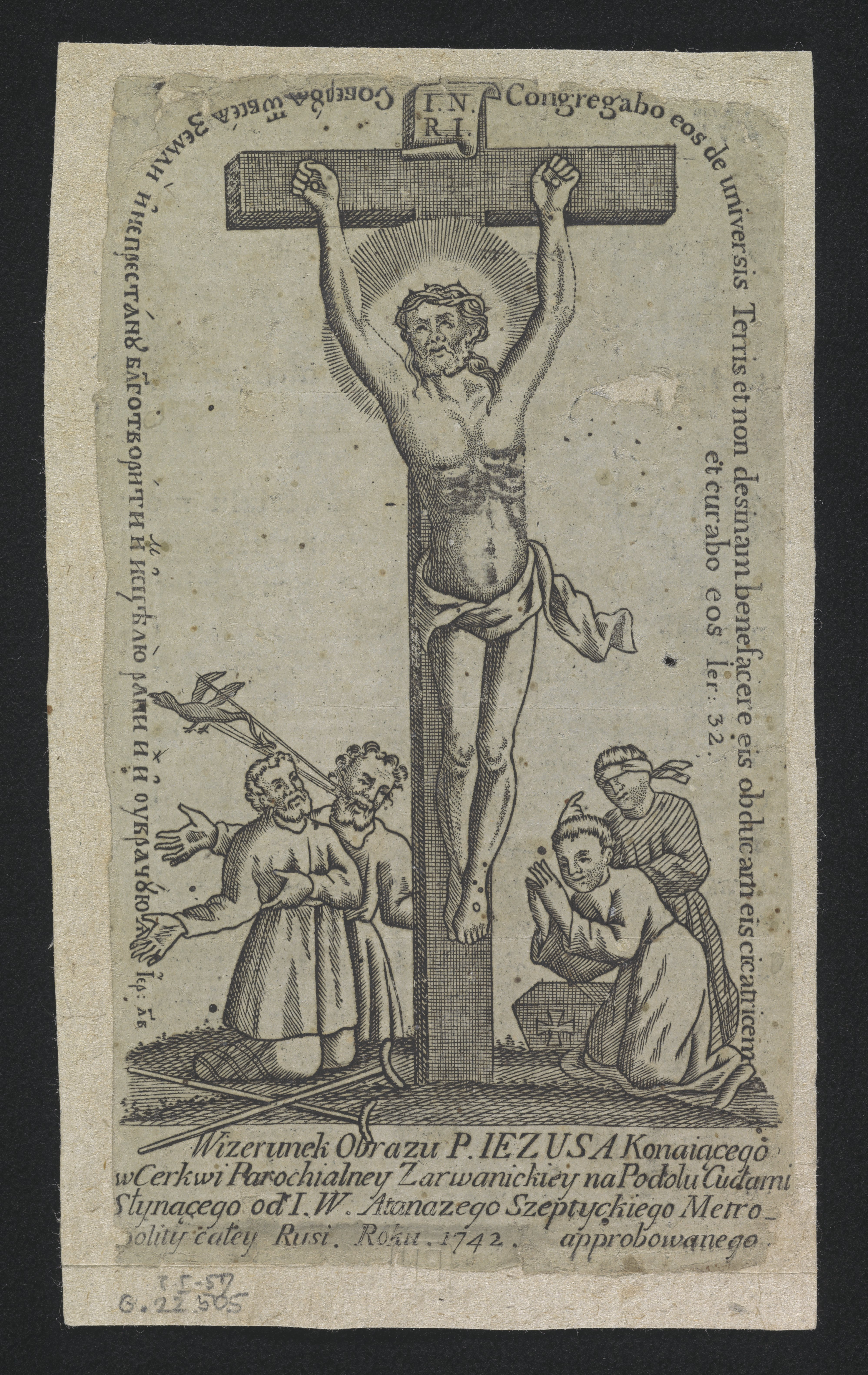
Мідьорит із зображенням ікони Розп'яття Ісуса Христа в Зарваниці, 1742 р.
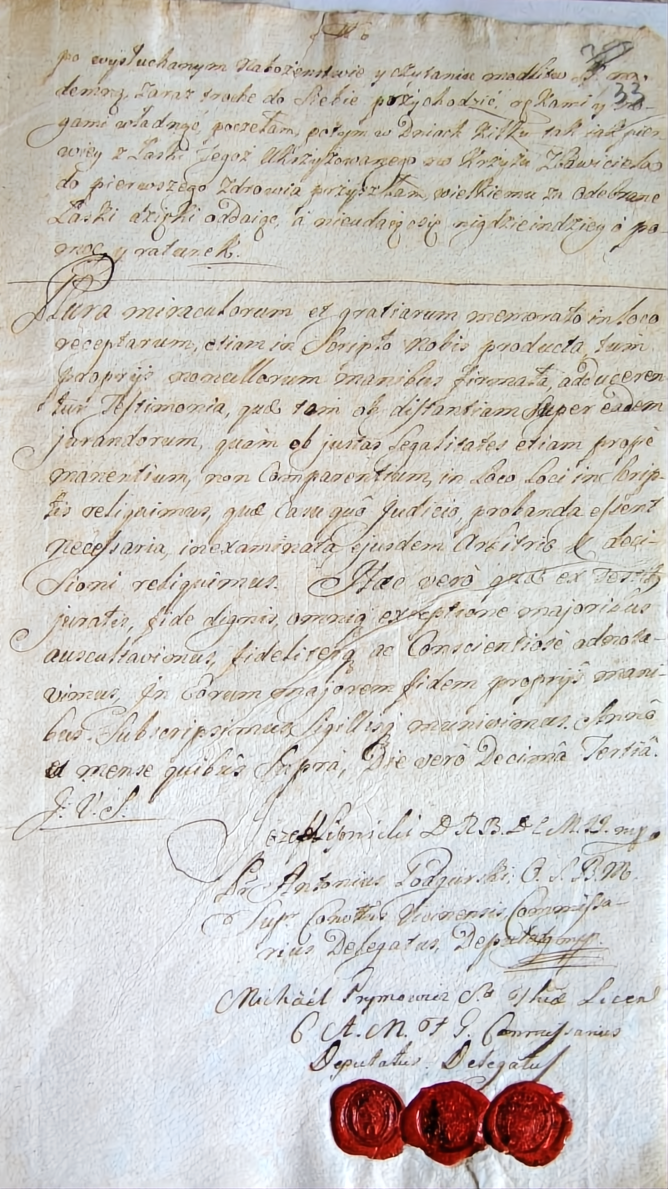
Прикінцевий протокол опитування свідків для підтвердження фактів щодо чудотворності ікони зі стверджувальними підписами та печатками, 1742 р.
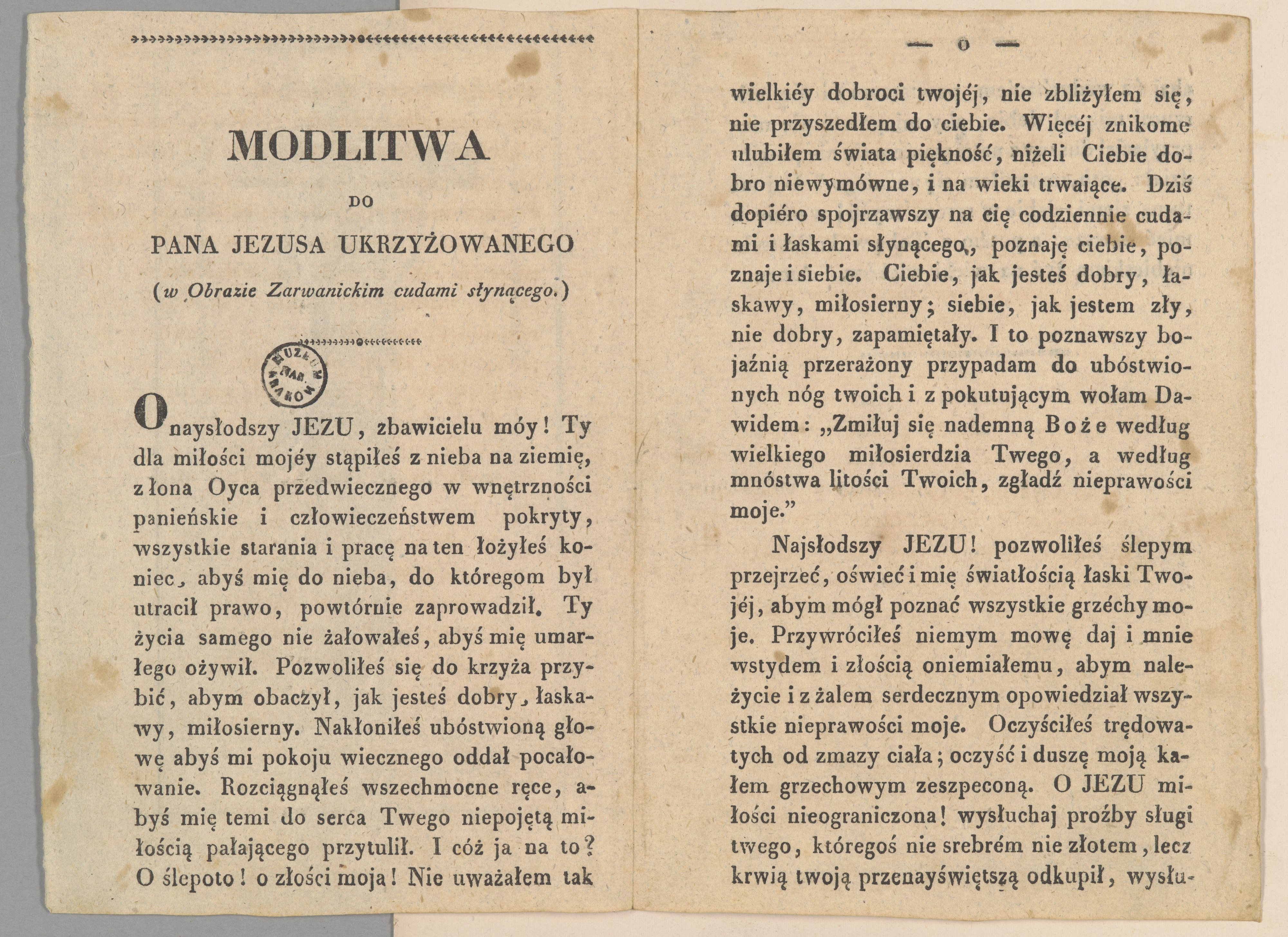
Молитва до Розп'ятого Спаса Ісуса Христа в чудотворній Іконі в Зарваниці, XIX століття

Тобто дані протоколи чітко встановлюють дату появи Чудотворної ікони Розп'яття Христового, згідно з котрою в 2018 році виповнилося 290 років з часу її появи у Зарваниці. Водночас протоколи уточнили час появи Зарваницького паломницького центру, який виник одразу після коронації ікони Розп'яття Христового у 1742 році, а не після коронації чудотворної ікони Богородиці з дитям у 1867 році.
29 березня 2019 року у Ватикані, в базиліці Святого Петра, відбулося богослужіння під проводом Папи Франциска. Особливою подією стала присутність на службі копії чудотворної ікони Розп'ятого Спасителя із Зарваниці. Глава Католицької Церкви поблагословив ікону, а також корону тернового вінка, яка була встановлена на ній. Ця подія знаменувала відновлення почитання чудотворної ікони Розп'ятого Спасителя із Зарваниці під егідою Папи Франциска.

## Риза ікони

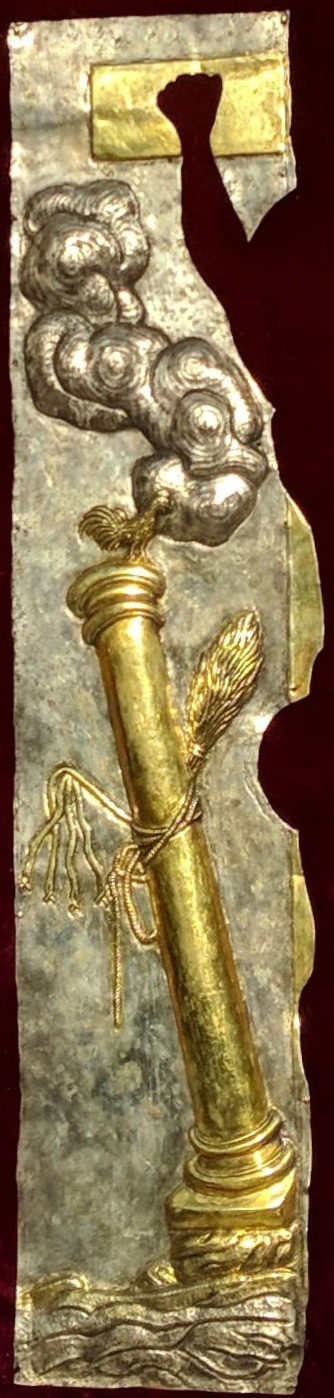
Риза чудотворної ікони Розп'яття Ісуса Христа в Зарваниці. Віднайдена в 1997 році. Розмір: 70,8 х 16,4 см

Час створення ризи для ікони Розп'яття залишається невідомим. Деякі дослідники вважають, що вона була виготовлена в період 1759–1772 років, тоді як інші вказують на 1742 рік, пов'язуючи це з коронацією ікони. Після подій Другої світової війни та закриття Святотроїцької церкви в селі Зарваниця у 1946 році, ікона Розп'яття та її риза вважалися втраченими. Проте частину ризи віднайшов тернополянин Віктор Чернов. У 1997 році, ще будучи хлопчаком, він виявив її на руїнах однієї з хат у Зарваниці. Віктор пригадує:
|  | Хата Гапіїв лежала повністю в руїні, екскаватором рештки будівлі стягнули ближче до паркану Попелів, а зім'яті залишки даху лежали рівно біля стежки, якою я йшов. Ступивши буквально два кроки вниз по стежці, помітив прямокутний шматок чорної бляхи з заглибинами, а піднявши і обернувши її, здивуванню моєму не було меж... на ній виднілась позолочена колона, на котрій сидів півень! Зрозумівши, що це частина окладу ікони, обійшов практично всю територію, але другої частини знайти не вдалось. |

Експертний висновок стосовно знайденої реліквії зробив мистецтвознавець Олег Сидор з Інституту Народознавства. Він пов'язує цей твір із епохою пізнього бароко, панівного в українській культурі у XVIII столітті. Та згадує про популярні у той час прослави чудотворних ікон, яким присвячували окремі вівтарі та виготовляли золоті чи срібні корони, або навіть цілі оклади. У висновку йдеться:
|  | Є підстави припускати, що цю пам'ятку слід пов'язувати з періодом, коли Українську Унійну Церкву очолював митрополит Київський Атанасій Шептицький, упродовж архієрейського служіння якого (у 1715–1746 рр. – Єпископ Львова і Галича, а в 1728–1746 рр. очолював Київську митрополію) ним було проголошено й короновано як чудотворні кілька ікон, в тому числі й образ Розп'яття Спасителя із парафіяльного храму у Зарваниці на Тернопільщині, про який тут іде мова. Про це свідчить і той факт, що загальні обриси компонентів вказаної ризи узгоджуються з відповідними деталями зображення на згаданій іконі, й усе це слід вважати достатніми аргументами для такого висновку. |

Етап первинних консерваційних заходів та техніко-технологічної експертизи провів завідувач відділу реставрації Івано-Франківського краєзнавчого музею — Валерій Твердохліб, у тісному контакті з реставратором художнього металу Національного науково-дослідного реставраційного центру у Києві Віктором Голубом. 22 березня 2018 року після реставрації була вперше експонована та представлена широкій публіці на виставці «Повернення сакральних реліквій» в залах сакральної колекції Івано-Франківського краєзнавчого музею.
14 жовтня 2018 року під час Архієрейської Божественної літургії, на храмове свято Покрови Пресвятої Богородиці в селі Зарваниця в присутності архієпископа і митрополита Тернопільсько-Зборівського Василя Семенюка частина ризи ікони Розп'яття була повернута до парафіяльного храму.

## Відомі копії ікони
- Копію чудотворної ікони Розп'яття Ісуса Христа для храму Христа-Царя в Філадельфії виконав у 1956 році Петро Андрусів. Зразком для неї стали образки, які в часі війни вивіз до США о. Василь Головінський[46].
- Копію ікони в східному стилі виконав митець Володимир Свідерський у 2008 році, в тому ж році бічний престол для ікони Розп'яття Спасителя виконали брати Степан та Михайло Скіри[47].
- Влітку 2012 року за старанням отця-мітрата Романа Мірчука, настоятель храму м. Філадельфія, було виготовлено та привезено в Зарваницю достовірну копію ікони Розп'яття[48], яку написав митець Андрій Харина[49]. У 2017 році було встановлено бічний престол для цієї ж ікони в церкві Святої Трійці.
- На початку 2019 року іконописцем Володимиром Свідерським була виконана копія ікони для Собору Зарваницької Матері Божої. 29 березня того ж року вона була коронована і освячена Папою Римським Франциском[50].

## Галерея

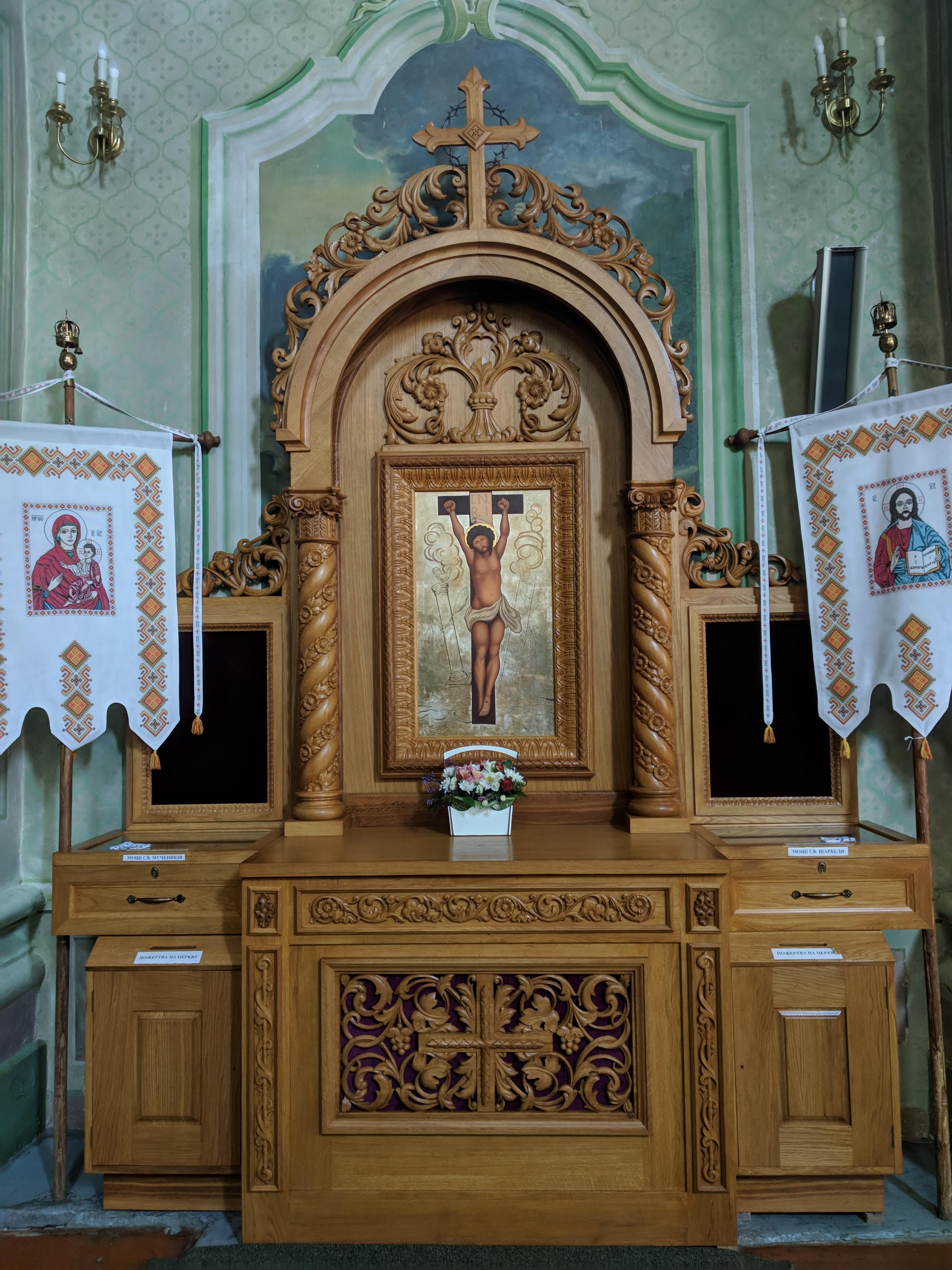
Бічний престол копії ікони Розп'яття. Виготовлений у 2017 році
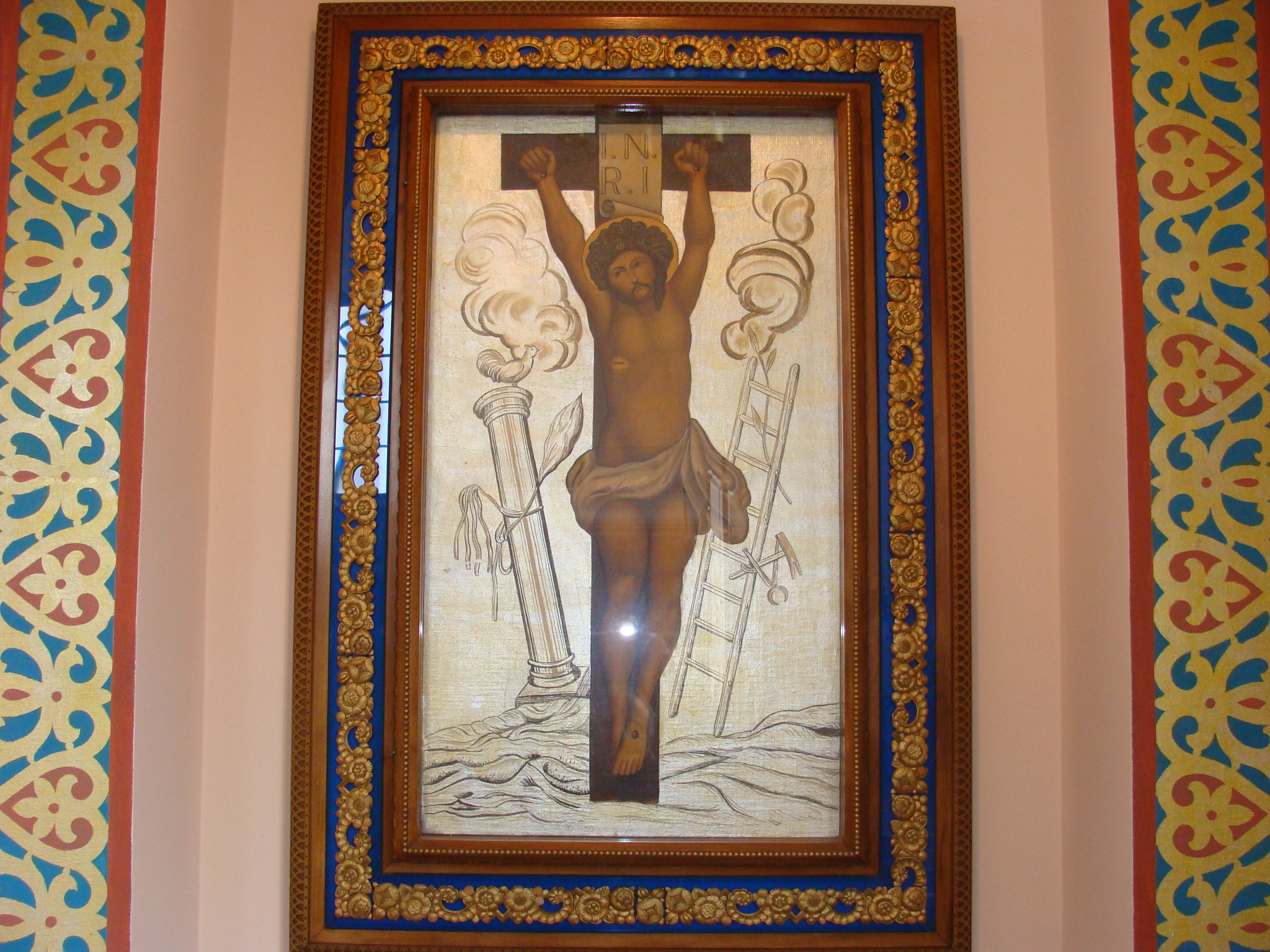
Копія чудотворної ікони Розп'яття в Філадельфії
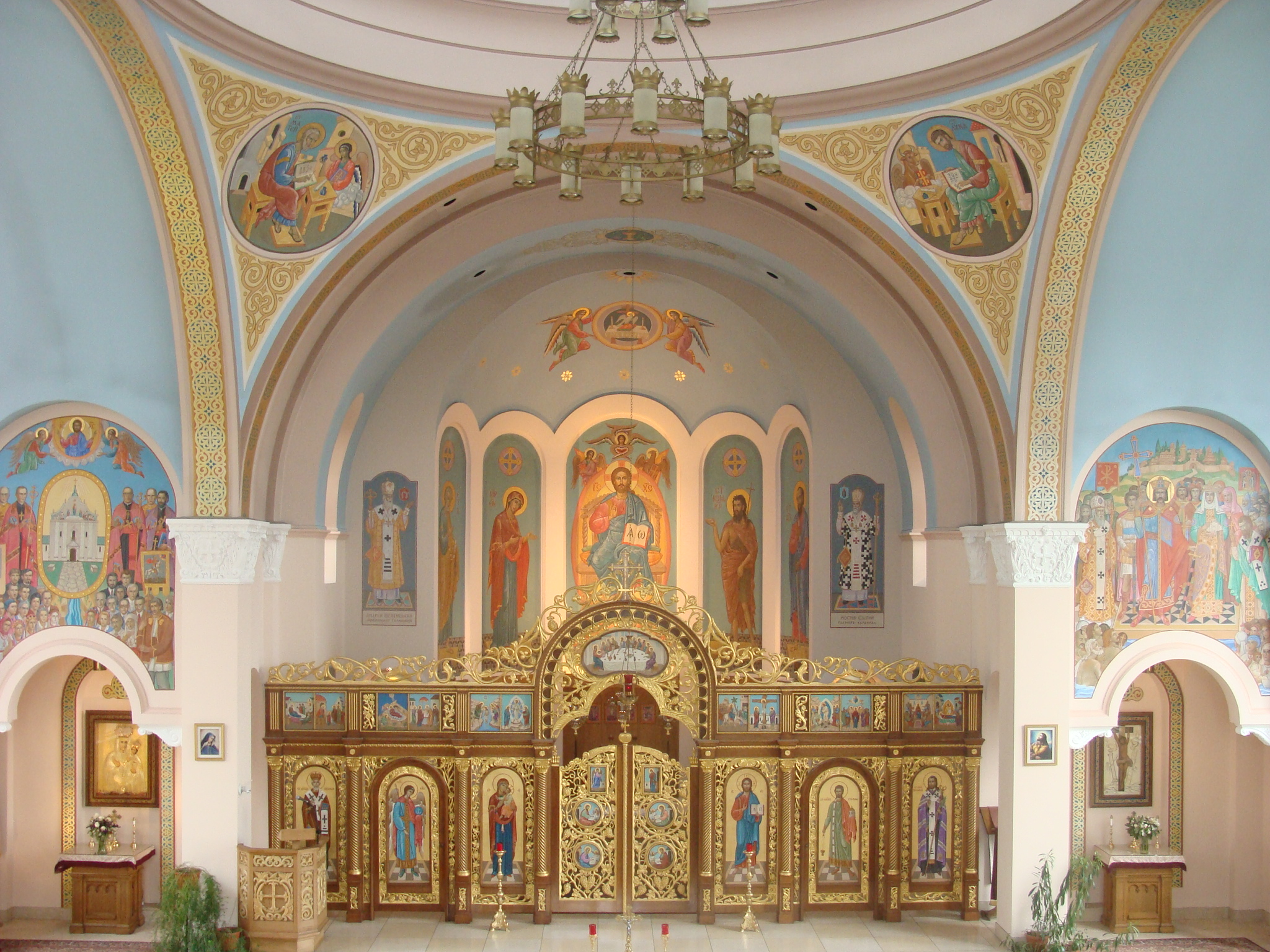
Інтер'єр церкви Христа-Царя в Філадельфії. В правій ніші знаходиться копія ікони Розп'яття
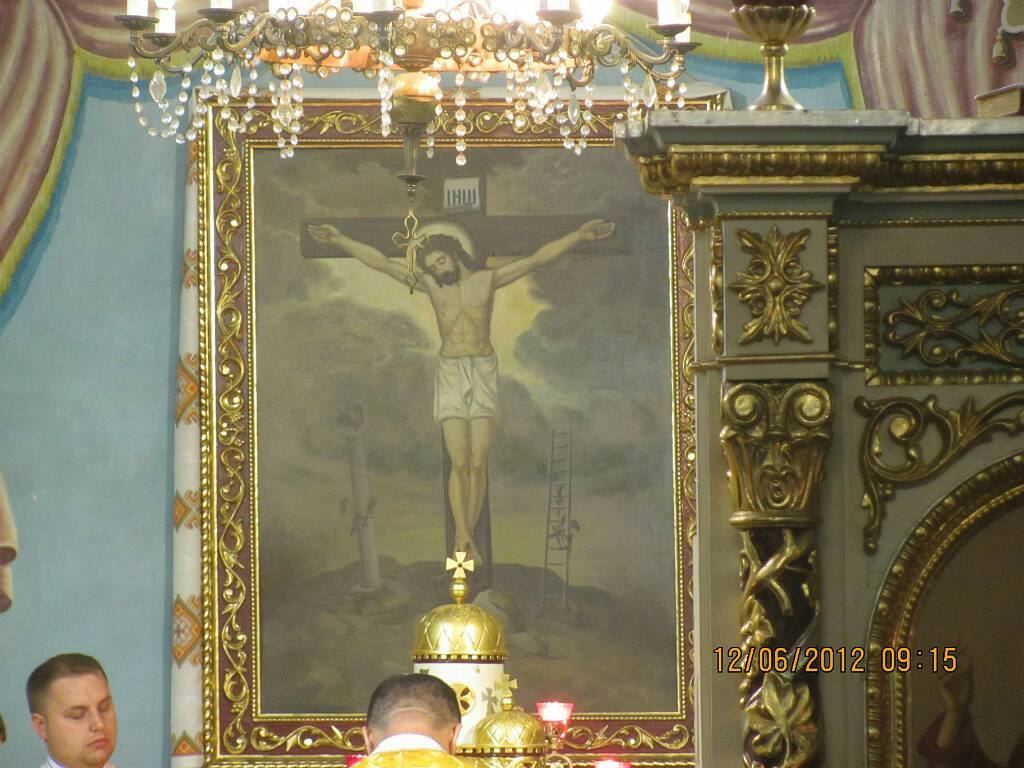
Мистецьке наслідування ікони Розп'яття в Зарваниці
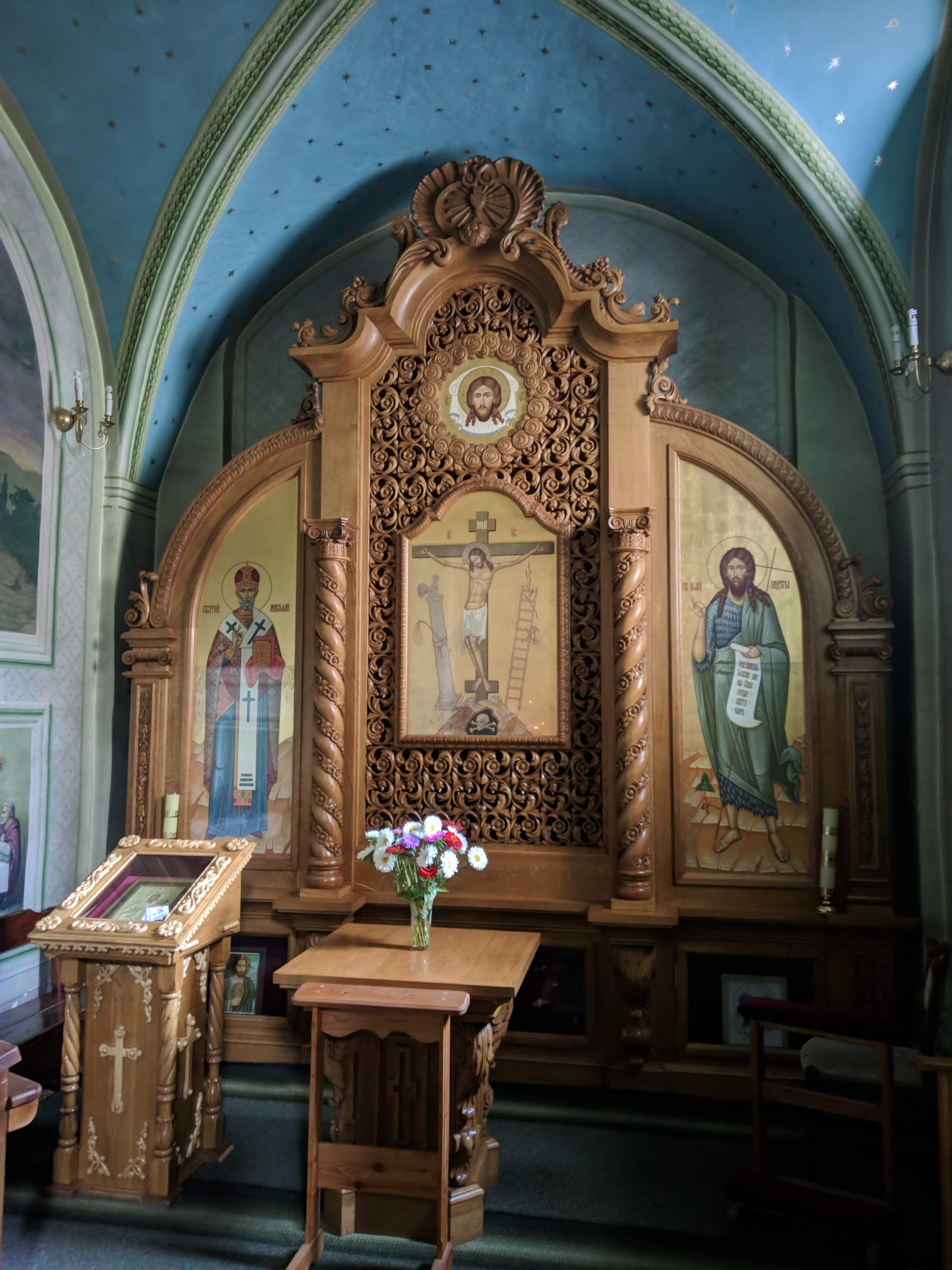
Копія ікони в східному стилі. Виконав Володимир Свідерський у 2008 році.
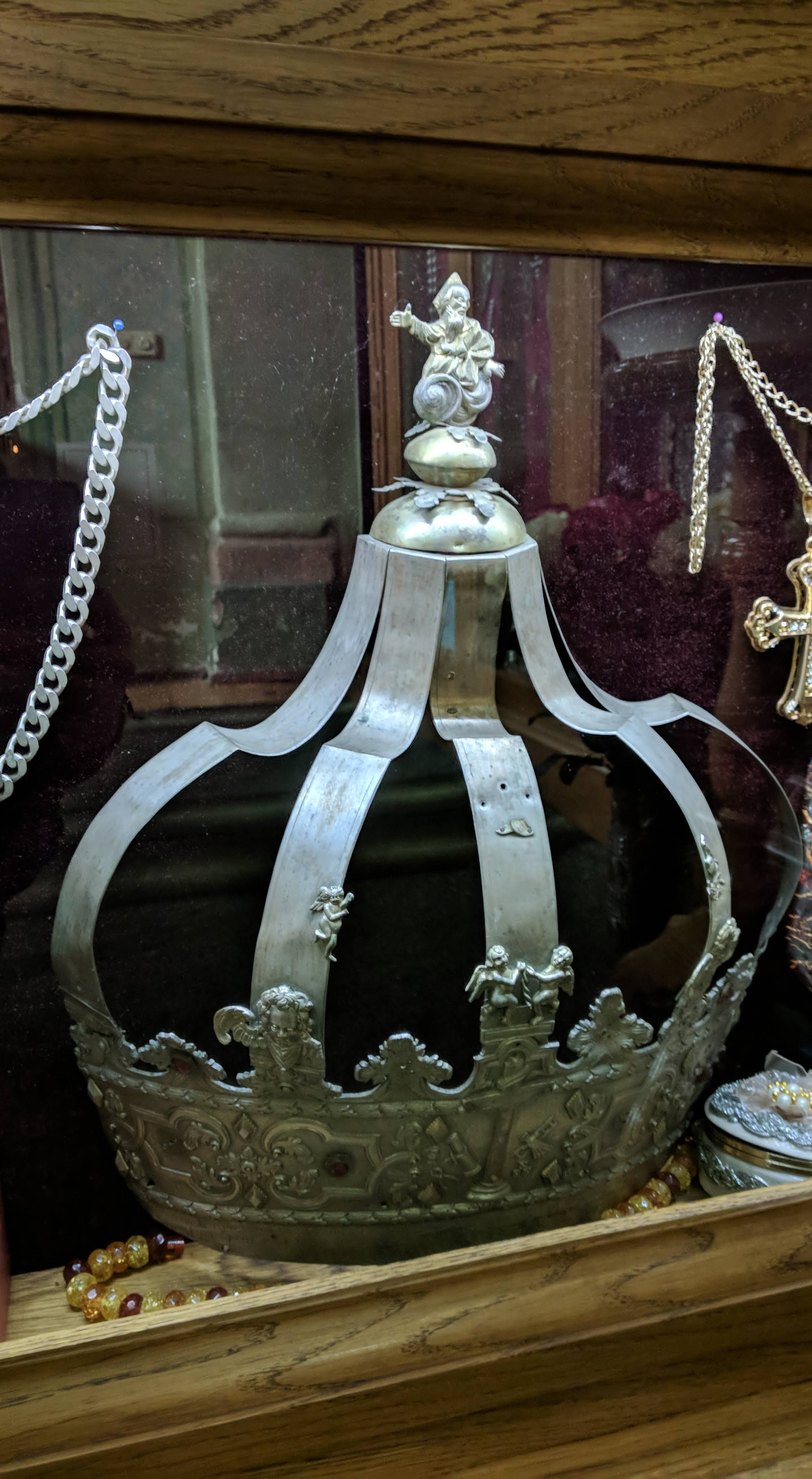
Корона від жителів міста Бережани чудотворній Іконі Розп'ятого Спасителя (1772-1773 рр.)
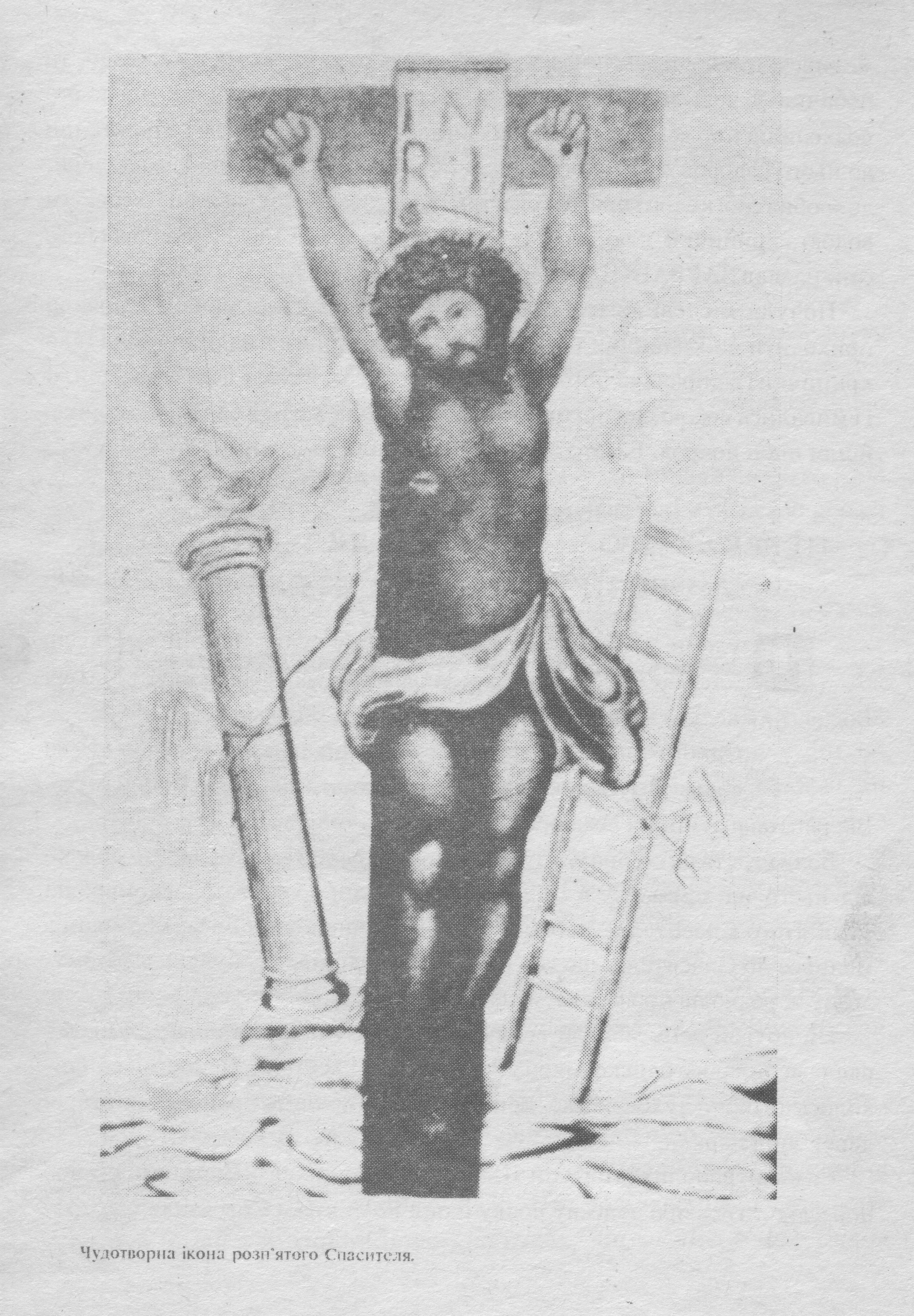
Зображення ікони в книзі про Зарваницю, 1993 рік
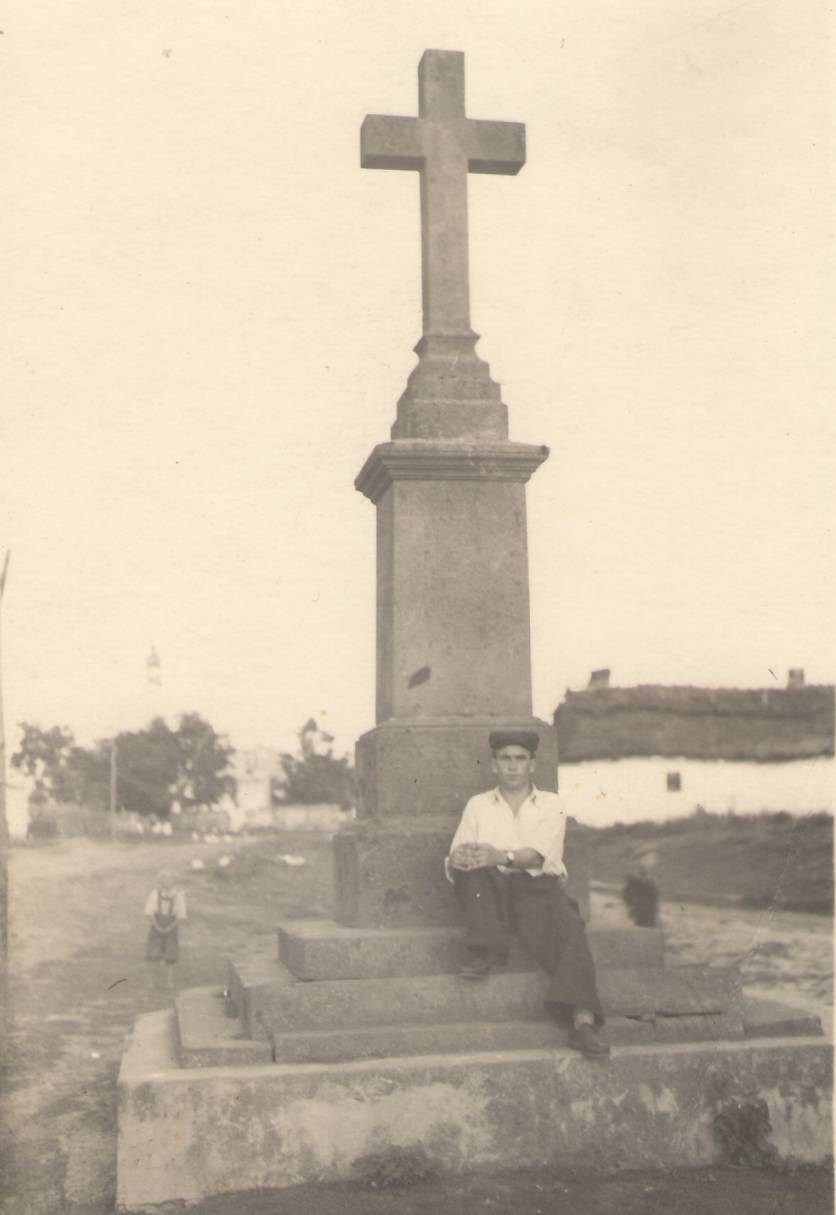
Хрест на місці спаленої церкви в Зарваниці, де перебувала ікона Розп'яття з 1738 по 1754 роки
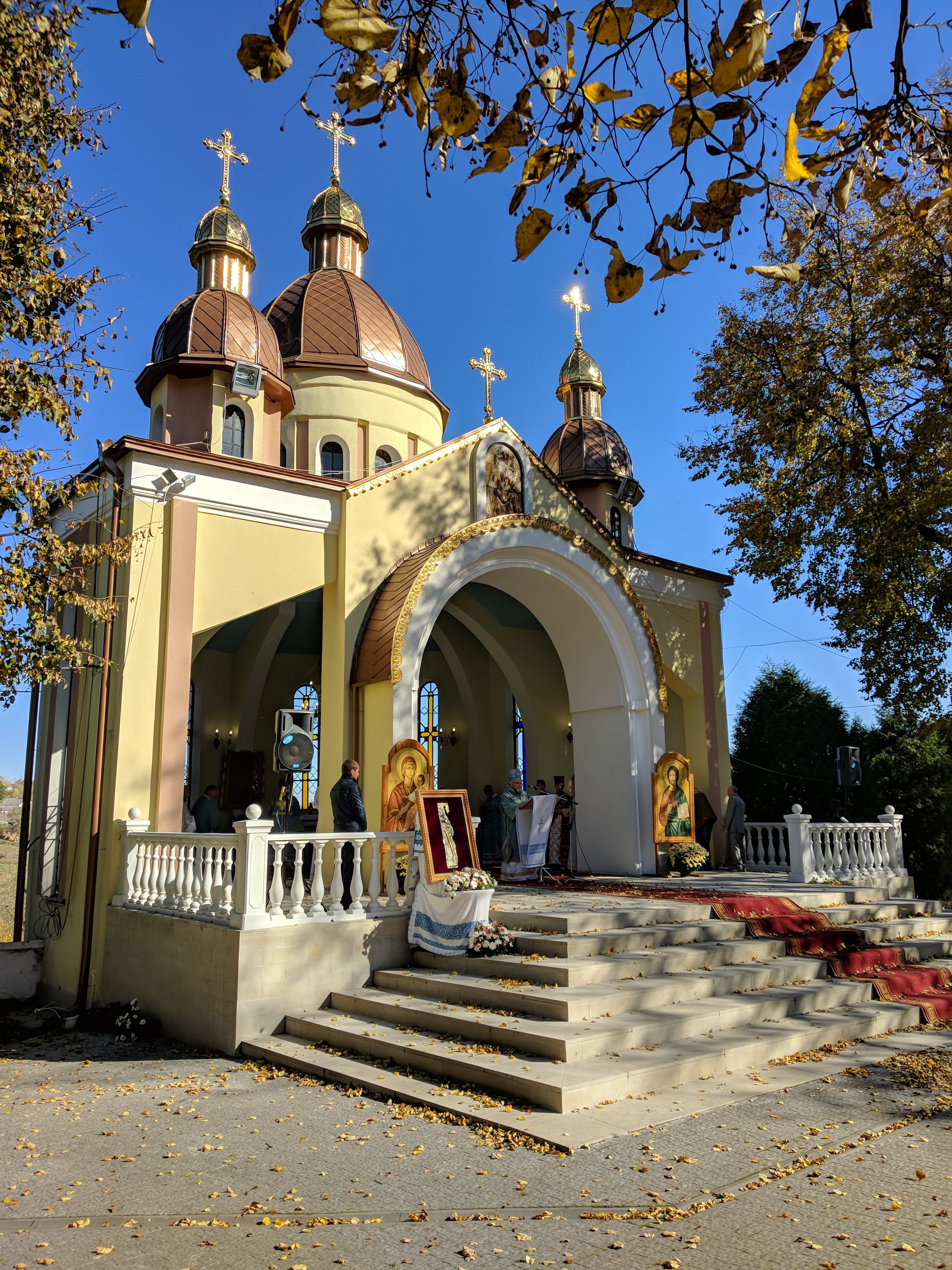
Повернення ризи чудотворної ікони Розп'яття до парафіяльної церкви села Зарваниця
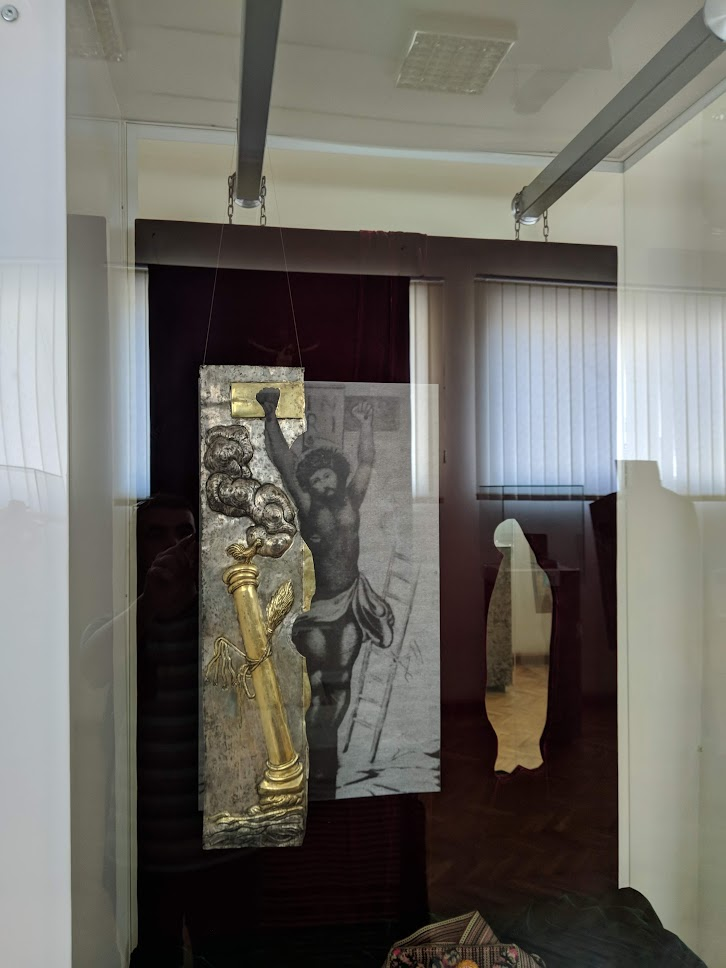
Риза чудотворної ікони Розп'яття на виставці «Повернення сакральних реліквій». 2018 рік